# Юрич, Марио (футболист)
Марио Юрич (хорв. Mario Jurić; 7 августа, 1976, Градачац (по другим данным, Оджак), Социалистическая Республика Босния и Герцеговина, Югославия) — хорватский футболист, полузащитник. Сыграл один матч за сборную Боснии и Герцеговины.

## Карьера
Хорват по национальности, Юрич родился в Социалистической Республике Боснии и Герцеговины Югославии. Воспитанник футбольной школы «Единство» Оджак. В начале 1990-х вместе с родителями перебрался в Хорватию, где выступал за клубы «Врапче» (1992—1995), «Инкер» Запрешич (1995—1999), «Динамо» Загреб (1999—2004), «Шибеник» (2000, в аренде). Летом 2004 за 600 тыс. евро перешёл в российский «Шинник» Ярославль, в котором за два года в Премьер-лиге провёл 33 игры. Вторую половину сезона-2006 Юрич отыграл в клубе «Спартак» Нальчик. По возвращении в Хорватию выступал за клубы «Шибеник» (2007), «Славен Белупо» (2007—2010), «Истра 1961» (2011).
В январе 2005 года принял приглашение выступать за сборную Боснии и Герцеговины, за которую сыграл один матч в 2008 году — 20 августа против сборной Болгарии.